# Закон України «Про енергозбереження»
Закон України «Про енергозбереження» — Закон України, прийнятий 1 липня 1994 року. Закон визначає правові, економічні, соціальні та екологічні основи енергозбереження для всіх підприємств, об'єднань та організацій, розташованих на території України, а також для громадян.
Згідно з Законом, енергозбереженням називається діяльність (організаційна, наукова, практична, інформаційна), яка спрямована на раціональне використання та економне витрачання первинної та перетвореної енергії і природних енергетичних ресурсів в національному господарстві і яка реалізується з використанням технічних, економічних та правових методів.
Закон також дає визначення таких понять, як «енергозберігаюча політика», «паливно-енергетичні ресурси», «раціональне використання паливно-енергетичних ресурсів», «економія паливно-енергетичних ресурсів», «енергоефективні продукція, технологія, обладнання», «енергоефективний проект», «нетрадиційні та поновлювані джерела енергії», а також інших.
Закон складається з 29-ти статей у шести розділах:
Розділ I. Загальні положення
Розділ II. Економічний механізм енергозбереження
Розділ III. Стандартизація та нормування у сфері енергозбереження
Розділ IV. Державна експертиза з енергозбереження та енергетичний аудит
Розділ VI. Міжнародні відносини України у сфері енергозбереження.